# Funariella curviseta
Funariella es un género monotípico de musgos perteneciente  a la familia Funariaceae.  Su única especie, Funariella curviseta, es originaria de  China.

## Taxonomía
Funariella curviseta fue descrita por (Schwägr.) Sérgio y publicado en Orsis 3: 10. 1988.